# Luigi Chinazzo
Luigi Chinazzo (ur. 18 lipca 1932 w Pederobbie, zm. 19 stycznia 2000 w Bracciano) – włoski zapaśnik walczący w stylu wolnym. Dwukrotny olimpijczyk. Ósmy w Rzymie 1960; odpadł w eliminacjach w Melbourne 1956. Walczył w kategorii 52–57 kg.
Brązowy medalista mistrzostw świata w 1957; szósty w 1959. Trzeci na igrzyskach śródziemnomorskich w 1963 roku.